# Тараканово (городской округ Солнечногорск)
Тараканово — деревня в Московской области России. Входит в городской округ Солнечногорск. Население — 106 чел. (2010).

## География
Деревня расположена на севере Московской области, в северной части округа, примерно в 17 км к северу от центра города Солнечногорска, на левом берегу реки Лутосни бассейна Дубны, у границы с Дмитровским районом. В деревне две улицы — Озёрная и Садовая. Ближайшие населённые пункты — деревни Осинки, Починки и Фоминское. Связана прямым автобусным сообщением с районным центром.

## Население
| 1852 | 1859 | 1890 | 1899 | 1926 | 1998 | 2002 |
| ---- | ---- | ---- | ---- | ---- | ---- | ---- |
| 102  | ↗127 | ↘109 | ↘104 | ↘103 | ↗109 | ↗117 |
| 2010 |      |      |      |      |      |      |
| ↘106 |      |      |      |      |      |      |

## Достопримечательности

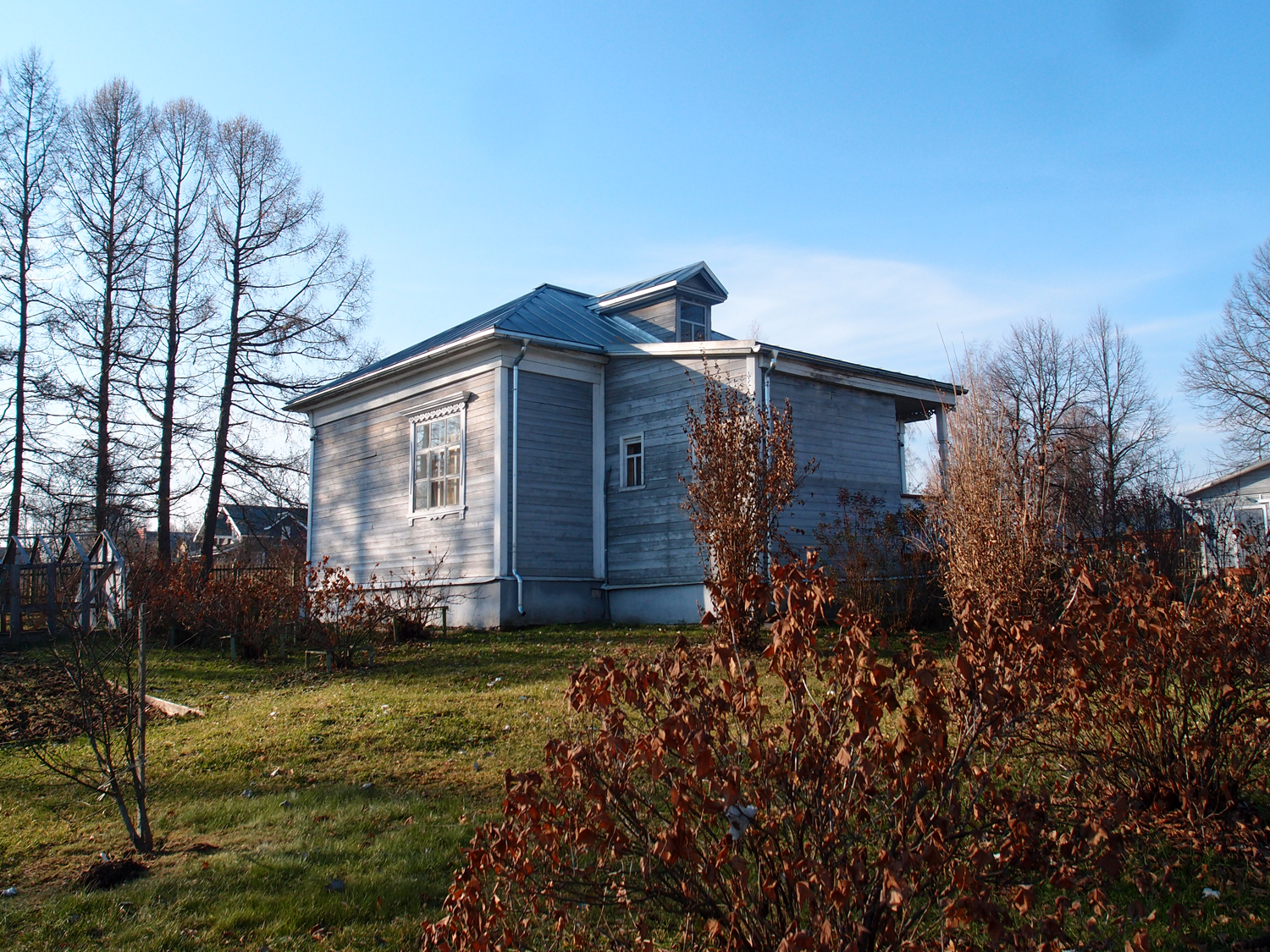
Усадьба капитана И.В. Тараканова, здание дома учителя

- Дом учителя земской школы (1912 г.), памятник истории регионального значения —  Объект культурного наследия № 5000002142№ 5000002142.
- Усадьба Тараканова И. В. XVIII—XIX вв. с парком и прудом, памятник истории регионального значения —  Объект культурного наследия № 5000002744№ 5000002744.
- Церковь архангела Михаила, связанная с именем поэта А. А. Блока, памятник архитектуры регионального значения —  Объект культурного наследия № 5000626000№ 5000626000.
- Здание церковно-приходской школы начала XX века, памятник архитектуры регионального значения —  Объект культурного наследия № 5000627000№ 5000627000.
- Усадьба Бекетовых — А. А. Блока «Шахматово», в которой с 1881 по 1916 гг. жил поэт А. А. Блок. Расположена в 2 км южнее деревни, памятник истории регионального значения —  Объект культурного наследия № 5000002737№ 5000002737.

## История

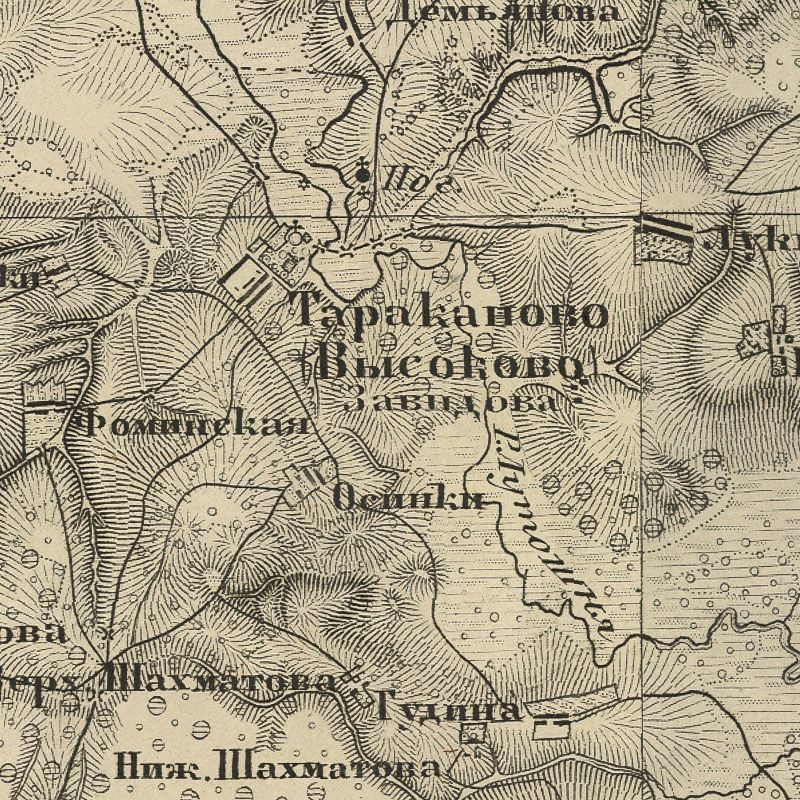
Тараканово на карте Московской губернии Ф. Ф. Шуберта, 1860 г.

В 7135 г. Высокое сельцо, что была деревня, Дмитровскаго уезда, Лутосенскаго стана, — вотчина волочанина Неустроя Андреева сына Зароцкаго.
— Исторические материалы о церквах и селах XVI—XVIII ст.
В 1646 году сельцом владела вдова Марья Сурьяниновская жена Тараканова, в 1678 году — Никита Ксенофонтович Тараканов, в 1705 году — Василий Никитич Тараканов, по фамилии которого село с церковью Михаила архангела и Казанской Божией Матери впоследствии стало называться Тараканово.
В 1755—1764 гг. на средства капитана Ивана Васильевича Тараканова была построена кирпичная центрическая однокупольная церковь Михаила Архангела в стиле барокко, вместо сгоревшей деревянной.
В селе проводились ежегодные ноябрьские ярмарки, благодаря которым в конце XVIII века оно становится известным далеко за своими пределами, и в него съезжаются купцы и мещане из окрестных деревень и города Клина.

Тараканово, село 1-го стана, Змиевой, Анны Алекс., Поруч., крестьян 55 душ м. п., 47 ж., 16 дворов, 80 верст от стол., 24 от уездн. гор., близ Дмитровскаго тракта.
— Нистрем К. Указатель селений и жителей уездов Московской губернии, 1852 г.
В «Списке населённых мест» 1862 года Тараканово (Высоково) — владельческое село 1-го стана Клинского уезда Московской губернии по правую сторону Дмитровского тракта от города Клина, в 20 верстах от уездного города и 15 верстах от становой квартиры, при реке Лукноше, с 18 дворами, православной церковью и 127 жителями (62 мужчины, 65 женщин).
По данным на 1899 год — село Соголевской волости Клинского уезда с 104 душами населения.
В 1913 году — 16 дворов, земское училище, казённая винная лавка и 3 чайных лавки.
По материалам Всесоюзной переписи населения 1926 года — центр Таракановского сельсовета Соголевской волости Клинского уезда в 5,3 км от Клинско-Дмитровского шоссе и 18,1 км от станции Подсолнечная Октябрьской железной дороги, проживало 103 жителя (45 мужчин, 58 женщин), насчитывалось 23 хозяйства, среди которых 22 крестьянских, имелась школа 1-й ступени.
С 1929 года — населённый пункт в составе Солнечногорского района Московского округа Московской области. Постановлением ЦИК и СНК от 23 июля 1930 года округа как административно-территориальные единицы были ликвидированы.
1929—1957, 1960—1963, 1965—1976 гг. — центр Таракановского сельсовета Солнечногорского района.
1957—1960 гг. — центр Таракановского сельсовета Химкинского района.
1963—1965 гг. — центр Таракановского сельсовета Солнечногорского укрупнённого сельского района.
1976—1994 гг. — деревня Вертлинского сельсовета Солнечногорского района.
С 1994 до 2006 гг. деревня входила в Вертлинский сельский округ Солнечногорского района.
С 2005 до 2019 гг. деревня включалась в Смирновское сельское поселение Солнечногорского муниципального района. Один из двенадцати волнистых клиньев, изображённых на гербе и флаге сельского поселения, символизирует деревню Тараканово, как входившую в число крупных населённых пунктов муниципального образования.
С 2019 года деревня входит в городской округ Солнечногорск, в рамках администрации которого относится с территориальному управлению Смирновское.